# كوري كلارك (منشد)
كوري كلارك (بالإنجليزية: Corey Clark)‏ هو مغني أمريكي، ولد في 13 يوليو 1980 في سان بيرناردينو في الولايات المتحدة.

## وصلات خارجية
- الموقع الرسمي
- كوري كلارك على موقع IMDb (الإنجليزية)
- كوري كلارك على موقع ميوزك برينز (الإنجليزية)
- كوري كلارك على موقع ديسكوغز (الإنجليزية)